# 比斯馬克·巴列圖·法利亞
比斯馬克·巴列圖·法利亞，（英語：Bismarck Barreto Faria，1969年11月11日—），巴西职业足球运动员，现已退役。

## 生涯
比斯馬克的職業生涯於1987年在華斯高開始。1993年他轉到日本加盟東京綠茵。在三個賽季裡，俾斯麥曾在1994年和1995年兩次選為J聯賽最佳11人。1997年，他轉到鹿島鹿角，在那裡的第一個賽季他再次入選J聯賽最佳11人。2002年，他返回巴西效力富明尼斯和戈伊亞斯。然而，在2003年比斯馬克再次返回日本的神戶勝利船渡過最後一個賽季。

## 國際賽生涯
比斯馬克是巴西青年隊在沙特阿拉伯贏得了1989年U-20世界杯的一份子。他也是巴西國家隊贏得1989年南美國家盃的成員之一，並參加了1990年意大利世界杯足球賽。

## 個人生活
比斯馬克是一個天生的基督徒，曾與巴西國家隊隊友佐真奴和泰法路拍攝了一部關於耶穌的電影，並在1998年世界杯期間發行。

## 榮譽
- 卡里奧卡聯賽:1987,1988
- 巴甲聯賽:1989
- J聯賽:1993,1994,1998
- 南美國家盃 1989

### 個人
- J聯賽最佳十一人: 1994, 1995, 1997